# Jason Lamy Chappuis
Jason Lamy Chappuis (ur. 9 września 1986 w Missoula) – francuski kombinator norweski. Startuje w tej dyscyplinie od 1992 roku, zaś na arenie międzynarodowej zadebiutował w 2002 podczas konkursu Pucharu FIS w Klingenthal zdobywając 8. miejsce metodą Gundersena. Największymi sukcesami są zdobyte medale: złoty igrzysk olimpijskich w Vancouver oraz pięć złotych na mistrzostwach świata. Zdobywał także dwa brązowe krążki na mistrzostwach świata w Libercu, jeden na mistrzostwach świata w Val di Fiemme oraz dwa na mistrzostwach świata w Falun. Zdobywca Pucharu Świata w sezonie 2009/2010, 2010/2011 oraz 2011/2012. Natomiast w sezonie 2006/2007 – Małej Kryształowej Kuli za sprinty. Jego lepszą stroną w dwuboju są skoki.
W 2009 roku zdobył brązowe medale mistrzostw Francji w skokach narciarskich w konkursie indywidualnym i w konkursie drużynowym. Kolejny brązowy medal w skokach narciarskich zdobył w ramach Mistrzostw Francji 2010 w Prémanon.
Kuzyn Jasona, Ronan Lamy Chappuis, jest skoczkiem narciarskim.
Po Mistrzostwach Świata w Narciarstwie Klasycznym w 2015 roku w Falun poinformował o zakończeniu sportowej kariery. Na początku maja 2017 podjął jednak decyzję o jej wznowieniu. Karierę ponownie zakończył na początku kwietnia 2018 roku, zwyciężając w mistrzostwach Francji w kombinacji norweskiej i konkursie drużynowym krajowego czempionatu w skokach narciarskich. W sumie w swojej karierze zdobył 12 tytułów mistrza kraju w kombinacji norweskiej i skokach narciarskich.

## Kariera

### Sezon 2002/2003
Lamy Chappuis rozpoczął swoją karierę międzynarodową w sezonie 2002/2003. Wystartował wtedy w 11 konkursach, wliczając w to: Puchar FIS, międzynarodowe zawody juniorskie, mistrzostwa świata juniorów, Puchar Świata B.
Swój debiut zaliczył 14 grudnia 2002 roku w niemieckim Klingenthal. Zdobywając nieoczekiwanie 8. miejsce metodą Gundersena, tracąc do zwycięzcy 25 sekund. Jednak dzień później był dopiero 34. Następne zawody w których startował reprezentując Francję odbył miesiąc późnej w Villach był tam na 4. i 5. miejscu. W ostatni weekend stycznia w Planicy wygrał po raz pierwszy zawody międzynarodowe. Wyprzedził na mecie drugiego zawodnika o 46 sekund. Tak dobry start zaowocował startem na mistrzostwach świata juniorów w Sollefteå w Szwecji. Indywidualnie zajął 16. miejsce w Gundersenie i 18. miejsce w sprincie, a wraz z kolegami z drużynowy zdobył brązowy medal w konkursie drużynowym. Po mistrzostwach miesiąc odpoczywał, lecz gdy wystartował od razu dobrze rozegrał dwubój. Był 5. i wygrał zawody w Planicy. Trenerzy zauważyli to i Lamy Chappuis wystartował w dwóch konkursu Pucharu Świata B w Norwegii. W Trondheim był 13., a w Stryn 28.

### Sezon 2003/2004

#### Pierwsza część sezonu
Lamy Chappuis w sezonie 2003/2004 wystartował w zawodach Pucharu Świata. Jednak zanim do tego doszło startował we Włoszech, Niemczech i Austrii w Pucharze FIS oraz dwukrotnie w Pucharze Świata B. W tej części sezonu największym sukcesem było zwycięstwo w Klingenthal.

#### Mistrzostwa Świata Juniorów 2004
Lamy Chappuis po raz drugi został wybrany do reprezentacji młodzieżowej Francji na mistrzostwa świata, które tym razem miały się odbyć w norweskim Strynie. W konkursie sprinterskim zdobył 5. miejsce, a w biegu sztafetowym wraz z kolegami zajął 6. miejsce.

#### Puchar Świata – 41. miejsce
Dostarczone punkty z ww. konkursów dało możliwość Francuzowi start w Pucharze Świata. W ciągu dwóch weekendów wystartował w czterech konkursach. Dwóch w Oslo na słynnym Holmenkollen i dwóch w Lahti. Debiut w PŚ był udany. W pierwszym starcie był 27. i zdobył 4 punkty wyprzedzając m.in. Ronny’ego Heera, Georga Hetticha. Dzień później było gorzej. Francuz był o 10 pozycji niżej. W Lahti był 23. i 29., zdobywając 12 punktów i wyprzedzając ponownie światowej klasy dwuboistów. Po zawodach w Finlandii zakończył starty w Pucharze Świata zdobywając 16 punktów dające 41. miejsce w klasyfikacji generalnej.

#### Ostatnie starty w sezonie
Ostatnie starty w sezonie 2003/2004 odbyły się w szwajcarskim kurorcie Sankt Moritz. Lamy Chappuis zajął tam najpierw drugie miejsce, a w ostatnich zawodach sezonu – pierwsze.

### Sezon 2004/2005

#### Puchar Świata – 30. miejsce
Sezon 2004/2005 obfitował w dużą ilość startów w Pucharze Świata (startował w 11 na 18) dzięki czemu zdobył 52 punkty. W Ruce zdobył 15 oczek, dzięki dobrym skokom zajmując 16. miejsce. W drugim konkursie było gorzej, gdyż ukończył zawody na 36. miejscu. W Trondheim został sklasyfikowany tylko raz, w sprincie, będąc 28. Następnie odbyły się trzy konkursy w Niemczech, gdzie dwukrotnie zdobył punkty, za miejsca 20 i 17. Tylko w pierwszym z tych konkursów nie udało się zdobyć punktów. Zabrakło do tego 11 sekund. Po konkursach u naszych zachodnich sąsiadów odbyły się dwa konkursy w Seefeld. Jednak tam Francuz nie zdobył punktów. Kolejne zawody odbyły się w Libercu. Lamy Chappuis został tam sklasyfikowany na 20. miejscu. Trzy tygodnie później we włoskim Pragelato odbyły się ostatnie zawody w Pucharze Świata z jego udziałem. W konkursie drużynowym jako zawodnik na pierwszej zmianie pomógł Francji zdobyć 5. miejsce. Następnego dnia w sprincie był 20.

#### Mistrzostwa Świata Seniorów 2005
W 2005 roku Jason zadebiutował mś seniorów, startując na mistrzostwach świata w Oberstdorfie. Wystartował we wszystkich trzech konkurencjach. W biegu metodą Gundersena był 33., a w sprincie 21. Będąc w składzie drużyny Francuskiej zdobył 7. miejsce w konkursie drużynowym.

#### Między mistrzostwami
Po mistrzostwach świata Lamy Chappuis nie startował już w Pucharze Świata. Jednak dwukrotnie wystartował w Pragelato w ramach Pucharu FIS. Miały to myć zawody w ramach przygotowań do mistrzostw świata juniorów. Francuz dwukrotnie wygrał i mógł spokojnie wypocząć przez MŚJ.

#### Mistrzostwa Świata Juniorów 2005
Mistrzostwa świata juniorów w Rovaniemi były ostatnimi sprawdzianami formy w tym sezonie. Francuz przywiózł z Finlandii tylko jeden medal za drugie miejsce w konkursie drużynowym. W konkursach indywidualnych był tylko na miejscach 8. (Gundersen) i 6. (sprint). Były to ostatnie mistrzostwa juniorów w których mógł wystąpić Francuz. Podczas wszystkich tego typu zawodów zdobył dwa medale, jeden srebrny i jeden brązowy.

### Sezon 2005/2006

#### Puchar Świata – 5. miejsce
To był przełomowy sezon w karierze Francuza. Po dwóch zimach w których zajmował co najwyżej miejsce w drugiej dziesiątce nadszedł bardzo dobry sezon. W ciągu 18 startów, ani razu nie był poza czołową trzydziestką, a nawet dwudziestką. 18 grudnia 2005 roku w Ramsau am Dachstein podczas startu sprinterskiego po raz pierwszy stanął na podium Pucharu Świata. Będąc trzeci ustąpił tylko Norwegom Moanowi i Mortenowi Græsli’emu. Drugi raz na „pudle” stanął w czeskim Harrachovie ustępując dominatorowi tamtego sezonu – Finowi Manninenowi i Niemcowi Hettichowi. Było to również podczas zawodów sprinterskich. Do końca sezonu jeszcze stanął na podium dwa razy. Najpierw w Oslo był drugi (za Tande), a potem wygrał ostatnie zawody w tej zimie w Sapporo wyprzedzając na mecie o 23 sekundy zwycięzcę Pucharu Świata, choć przed biegami miał tylko 5 sekund przewagi nad drugim zawodnikiem, a nad liderem PŚ 1 minutę i 6 sekund.

### Sezon 2006/2007

#### Puchar Świata – 2. miejsce
Lamy Chappuis w pierwszych zawodach w Ruce wygrał zawody metodą Gundersena, zostając pierwszym liderem Pucharu Świata. Koszulkę lidera utrzymał tylko przez tydzień. W Lillehammer był 5. i 4. przez co stracił żółty trykot na rzecz Moana (wtedy tracił zaledwie 5 punktów). Kolejne zawody w Ramsau nie był już tak udane w jednym z dwóch startów nawet nie zdobył punktów (był 42.), a w drugim starcie na finiszu przegrał z Moanem o 0,7 sekundy. W prestiżowym niemieckim Tourze był 12., ani razu nie stanął na podium; w drużynowym sprincie udało mu się być 4 (w pozostałych był 9. i 24.), choć wraz z Maximem Laheurte prowadził po skokach. Tydzień później zdobył 3. miejsce w Val di Fiemme przegrywając tylko z dwoma Austriakami. Następne zawody indywidualne odbyły się w Seefeld. Tam Jason był drugi za Gottwaldem. Później nastąpiła dwutygodniowa przerwa (brak odpowiednich warunków w Libercu) po której po raz pierwszy od kilku lat zawody PŚ w kombinacji norweskiej odbyły się w Zakopanem. Jednak stolica Polskich Tatr nie była za szczęśliwa dla Francuza. 5. i 9. miejsce nie satysfakcjonowało zawodnika z Missouli. Potem była ponadmiesięczna przerwa spowodowana mistrzostwami świata.
Ostatnie zawody w sezonie odbyły się w Skandynawii. Zaplanowano 2 konkursy w Lahti i dwa w Oslo. W Finlandii Francuz raz stanął na najniższym stopniu podium, a w drugich był 17. W stolicy Norwegii było znacznie lepiej. Choć pierwsze zawody odwołano (z powodu mocnego wiatru na skoczni), to finałowe zawody udało się rozegrać. W nich najlepszy był właśnie Lamy Chappuis wyprzedzając Felixa Gotwalda, który tym startem skończył swoją karierę.
Ostatecznie w ciągu 15 startów Francuz zdobył 696 punktów tracąc do zwycięzcy Manninena 69 oczek. Na podium stanął 6 razy, w tym po 2 na każdym stopniu.

#### Mistrzostwa Świata Seniorów 2007
W 2007 roku mistrzostwa świata odbyły się w Sapporo, w Japonii. Jason po raz drugi uczestniczył w tej imprezie. Startował we wszystkich trzech planowanych konkurencjach. Jednak ani razu nie był na podium, plasując się na miejscach: 7. w sprincie, 15. w Gundersenie i 6. w drużynie.

### Sezon 2007/2008

#### Puchar Świata – 5. miejsce
Francuz gorzej rozpoczął ten sezon w porównaniu do poprzedniego. W Ruce był dwukrotnie na końcu pierwszej dziesiątki. Najpierw zajął dziesiątą lokatę w Gundersenie, a następnego dnia w sprincie ukończył rywalizację na dziewiątej pozycji. Kolejne zawody odbyły się w norweskim Trondheim. Właśnie tam Jason po raz pierwszy stanął na podium pucharu świata w tym sezonie, zajmując 3. miejsce w sprincie. Ostatnimi zawodami przed świętami Bożego Narodzenia odbyły się Ramsau. Tu Francuz ponownie wylądował w czołowej dziesiątce. Dwukrotnie mając szanse na stanięcie na podium. Pierwszej okazji nie wykorzystał, jednak w swojej słabszej dyscyplinie był drugi. W skokach zaprzepaścił swoją przewagę w skokach i został sklasyfikowany na piątej lokacie. W drugim konkursie był dziewiąty. Cykl zawodów w Niemczech zaczął słabo. W Oberhofie zajął dopiero 23. lokatę. Jednak inaugurujące nowy rok zawody w Schonach Francuz wygrał, a dzień później zajął szóste miejsce. Następne zawody odbyły się w Val di Fiemme. Przy nielicznej publiczności Jason był piąty. W drugim konkursie we Włoszech, Francuz zajął miejsce drugie tracąc do zwycięzcy zaledwie 0,3 sekundy. Po epizodzie we Włoszech kombinatorzy norwescy wrócili do Niemiec, gdzie odbyły się dwa konkursy. Pierwszym z nich był start masowy. Konkurencja ta trwała dwa dni. W sobotę odbył się bieg, a w niedzielny ranek skoki. Francuz w tej konkurencji był ósmy. Drugi konkurs odbył się po południu. Tym konkursie Jason również był na ósmej pozycji. W kolejny weekend Puchar Świata odbył się w austriackim Seefeld. Francuz spisał się tam bardzo dobrze. W pierwszym konkursie był piąty, a w drugim zwyciężył. Oba konkursy były sprintami co dało mu prowadzenie w klasyfikacji sprinterskiej. Po dwóch tygodniach przerwy zawody Pucharu Świata miały odbyć się w Libercu. Jednak pogoda spowodowała, iż z trzech planowanych konkursów rozegrano tylko jeden. Francuz zajął 16. miejsce. Tydzień później kombinatorzy odwiedzili Zakopane. Tu też pogoda zweryfikowała plany organizatorów. Nie rozegrano jednego konkursu, a w drugim Jason po słabym skoku i słabym biegu był dopiero 34. Ostatni raz tak słabo Francuz spisał się 16 grudnia 2006 roku, gdzie był dopiero czterdziesty drugi. W dzień przestępny Francuz jak się później okazało po raz ostatni w sezonie zajął miejsce w czołowej dziesiątce, zajmując właśnie 10. miejsce. Na zakończenie zimy, w Oslo Francuz zajął miejsca 18. (w Gundersenie) i 22. (w sprincie), tracąc przy tym szanse na zdobycie małej kryształowej kuli w sprincie.
Ostatecznie w ciągu 19 startów Lamy Chappuis zdobył 776 punktów, tracąc do zwycięzcy – Ackermanna 398 punktów. Na podium stanął cztery razy, w tym dwa razy na jego najwyższym stopniu. W klasyfikacji sprinterskiej zajął drugie miejsce, przygrywając walkę o zwycięstwo w ostatnim konkursie (przed zawodami był liderem) z Ackermannem czterema oczkami.

### Sezon 2008/2009

#### Puchar Świata – 5. miejsce
Pierwszy start w tym sezonie – w Ruce, był najgorszym wynikiem Francuza w tym mieście od czterech lat, gdy zajął 35. miejsce. Tym razem było lepiej. Lamy Chappuis zdobył siedem punktów za 24. miejsce. Tydzień później Jason dwukrotnie stanął na podium w zawodach w Trondheim. Najpierw był drugi, przegrywając jedynie z Magnusem Moanem, a na drugi dzień znalazł się na najniższym stopniu podium. Po raz pierwszy Francuz w ciągu jednego weekendu dwa razy stawał na podium Pucharu Świata. Tydzień później nastąpiła przerwa w zawodach. W Libercu zawody nie odbyły się z powodu niekorzystnych warunków atmosferycznych. W ostatni weekend przed świętami Lamy Chappuis wystartował jeszcze w dwóch konkursach w Ramsau, gdzie w pierwszym konkursie zaliczył nie najlepszy start. Podczas skoków Jason zajmował osiemnaste miejsce tracąc 1 minutę i 32 sekundy do prowadzących. Wynik ten nie pozwalał na dobry wynik w końcowym rozrachunku i podczas biegu Francuz zszedł z trasy. Na drugi dzień Jason spisał się lepiej podczas serii skoków (był 9.) i podczas biegu miał małą stratę do najmocniejszych rywali co spowodowało, iż na mecie wygrał między innymi z liderem Pucharu Świata Anssim Koivurantą. Zajął trzecie miejsce, przegrywając na finiszu z Kircheisenem i Demongiem. Do zwycięzcy stracił tylko pół sekundy. Tydzień później w Oberhofie Francuz znalazł się na piątym oraz na trzecim miejscu. W Schonach podczas zawodów indywidualnych nie uczestniczył w biegu przez co nie został sklasyfikowany. W konkursie drużynowym razem z kolegami zajął piąte miejsce. W Val di Fiemme nie wystartował w żadnym z dwóch zaplanowanych konkursów. Wystartował za to w próbie przedolimpijskiej w Whistler. Zajął tam siódme i szóste miejsce, przy czym w pierwszym starcie do podium stracił jedynie 1,8 sekundy. Dwa tygodnie później zawody odbyły się w Chaux-Neuve. Tutaj również Jason był blisko podium, ostatecznie zajmując ósme i czwarte miejsce. W kolejnych zawodach w Seefeld Francuz ponownie nie wystąpił. Zaś w Klingenthal zajął 13. i 2. miejsce, przegrywając jedynie z Billem Demongiem o 0,6 sekundy. Po tych zawodach nastąpiła trzytygodniowa przerwa spowodowana mistrzostwami świata w Libercu. W ostatnich czterech konkursach, w Lahti oraz Vikersund Francuz tylko raz nie znalazł się w pierwszej piątce. W pierwszych zawodach w Finlandii Jason zajął szóste miejsce, a poza tym zajął trzecie miejsce w pierwszym konkursie w Lahti oraz piąte i czwarte miejsce w Norwegii.
Ostatecznie, w ciągu 19 startów, Lamy Chappuis zdobył 806 punktów, tracąc do zwycięzcy – Koivuranty 655 punktów. Na podium stanął sześć razy w tym dwa razy na drugim stopniu oraz cztery razy na najniższym jego stopniu.

#### Mistrzostwa Świata Seniorów 2009
W 2009 roku mistrzostwa świata odbyły się w czeskim Libercu. Jason po raz trzeci uczestniczył w tej imprezie, jednak po raz pierwszy zdobył medale na tych zawodach. Startował we wszystkich czterech planowanych konkurencjach, plasując się na miejscach: 3. w stracie masowym, 23. w Gundersenie na skoczni K90, 3. w Gundersenie na skoczni K120 i 4. w drużynie.

### Sezon 2009/2010

#### Puchar Świata – 1. miejsce
Francuz rozpoczął sezon od zwycięstwa w konkursie inauguracyjnym w Ruce i został liderem klasyfikacji generalnej. W drugim konkursie sezonu nie znalazł się na podium. Tydzień później w Lillehammer wygrał pierwszy konkurs, a w drugim był 3. Świetną passę kontynuował w Ramsau, gdzie okazał się najlepszy w dwóch konkursach. Następnie na podium stanął w jednym z konkursów rozgrywanych w Oberhofie – był wtedy trzeci. Po tym sukcesie forma Chappuisa nieco spadła i przez kilka konkursów nie potrafił przebić się na podium. Dopiero 16 stycznia w rozgrywanych u siebie zawodach w Chaux-Neuve, gdzie Jason dwukrotnie stanął na podium, jednak w obu konkursach przegrał z Magnusem Moanem. Tydzień później okazał się najlepszy w niemieckim Schonach, gdzie odniósł 5. zwycięstwo w sezonie. W dalszej części sezonu nie prezentował się już tak dobrze, jednak w samej końcówce wróciła świetna forma z początku. W pierwszym konkursie w Lahti zajął 10. miejsce i zapewnił sobie triumf w klasyfikacji końcowej. W drugim konkursie Jason stanął na 3. stopniu podium. W ostatnim konkursie sezonu, który był rozgrywany w Oslo, Chappuis podkreślił swój trium w Pucharze Świata i wygrał ostatnie zawody.
Ostatecznie Francuz zdobył 1155 punktów. Triumfował w 6. zawodach cyklu i odebrał Kryształową Kulę za zwycięstwo w Pucharze Świata.

### Sezon 2010/2011

#### Puchar Świata – 1. miejsce
Chappuis rozpoczął sezon od zwycięstwa w inauguracyjnym konkursie w Ruce, dzięki czemu nie oddał żółtego plastronu lidera pucharu świata (w pierwszym konkursie miał go z racji zwycięstwa w ubiegłorocznym pucharze świata). Zajmował pierwsze miejsce po skokach i zdołał utrzymać prowadzenie podczas biegu. Dzień później Chappuis był 3. Pomimo prowadzenia po konkursie skoków, podczas biegu zaprezentował słabszą dyspozycję i wyprzedził go zwycięzca Felix Gottwald oraz Mikko Kokslien. Pomimo 3. pozycji w drugim konkursie, Francuz utrzymał prowadzenie w klasyfikacji generalnej. Tydzień później w Lillehammer Chappuis był 2. w pierwszym i 1. w drugim konkursie. Podczas pierwszego konkursu zajmował 3. miejsce po skokach. W biegu awansował o jedną pozycję, przegrywając ostatecznie z Mikko Kokslienem, choć w pewnym momencie była także szansa na zwycięstwo. Po konkursie Chappuis utrzymał prowadzenie w klasyfikacji generalnej. W drugich zawodach był liderem po konkursie skoków, a w biegu utrzymał prowadzenie i wygrał o ok. 10 sekund z Kokslienem i Stecherem. Dzięki zwycięstwu umocnił się na prowadzeniu w klasyfikacji. Dwa tygodnie później w austriackim Ramsau Jason uplasował się kolejno na 5. i 4. pozycji. W pierwszym z konkursów po skoku zajmował 5. miejsce. W biegu udało mu się obronić lokatę zajmowaną po skokach, jednak nie zdołał powalczyć o wyższe miejsce. W drugim z konkursów po skokach był dopiero 8. Nieźle jednak zaprezentował się na trasie biegowej na której zajął 16. pozycję i ostatecznie awansował na 4. miejsce po całym konkursie. Pomimo nieco słabszych występów w stosunku do początku sezonu, Chappuis nadal wyraźnie prowadził w klasyfikacji generalnej przed 2. Stecherem i 3. Kokslienem. Po dłuższej przerwie pomiędzy zawodami PŚ, zawodnicy zawitali do niemieckiego Schonach. Tam Chappuis prowadził po skokach, jednak w biegu spisał się fatalnie. Ostatecznie zajął 11. miejsce i stracił prowadzenie w Pucharze Świata na rzecz Stechera. W pierwszym konkursie w Seefeld ustanowił rekord skoczni i z ogromną przewagą ruszył na trasę. W biegu utrzymał prowadzenie i wygrał konkurs. Powrócił na pozycję lidera Pucharu Świata. Dzień później także okazał się najlepszy w skokach, jednak z bardzo małą przewagą nad kolejnymi zawodnikami. W całym konkursie ostatecznie zajął 2. miejsce przegrywając z Magnusem Moanem o niecałe dwie sekundy, który po skokach zajmował dopiero 24. miejsce. Tydzień później na swojej ziemi zajął 4. lokatę. Prowadził po skokach, pomimo że nie oddał najdłuższej próby. Podczas biegu rywale szybko go dogonili, jednak nie dał im uciec. Walka rozstrzygnęła się na finiszu. W drugim konkursie na ojczystej ziemi, Francuz ponownie zdeklasował rywali na skoczni. Wygrał pewnie o 7 sekund przed Gottwaldem, zdążając jeszcze wziąć flagę Francji i z nią minąć metę. Po przerwie spowodowanej mistrzostwami puchar świata zawitał do Lahti. Tam Jason zapewnił sobie kryształową kulę. W pierwszym konkursie konkurs skoków rozgrywany był w trudnych warunkach. Mimo to, Francuz poradził sobie i zanotował 4. rezultat. Na trasie biegu dość szybko objął prowadzenie, jednak za wygraną nie dawał Eric Frenzel, który w skokach był sklasyfikowany o oczko niżej niż Chappuis. Ostatecznie obu rywali pogodził Björn Kircheisen, który doścignął czołówkę, zdołał uciec i wygrać. Jason dołożył kolejne podium do swojej kolekcji- był 3. Po tym konkursie zapewnił sobie zwycięstwo w pucharze świata. Francuz pożegnał sezon 5. lokatą w ostatnim konkursie. W skokach spisał się przeciętnie jak na swoje możliwości i uzyskał 8. wynik. W biegu jednak ponownie spisał się bardzo dobrze uzyskując 13. wynik.
W trakcie całego sezonu Jason zgromadził 894. punkty. Wygrał 4. konkursy (Ruka, Lillehammer, Seefeld, Chaux-Neuve), natomiast łącznie na podium stawał 8. razy (Ruka x2, Lillehammer x2, Seefeld x2, Chaux-Neuve oraz Lahti.

#### Mistrzostwa Świata Seniorów 2011
W 2011 roku odbyły się mistrzostwa świata w Oslo. Francuz wywiózł stamtąd indywidualny tytuł mistrza świata. W pierwszej konkurencji indywidualnej Jason spisał się zdecydowanie poniżej oczekiwań. Po skoku na odległość 102.5 m zajmował wprawdzie dobre 3. miejsce, jednak z minimalną przewagą nad wybitnymi biegaczami. Na trasie zawodnicy będący za nim po skokach, szybko go dogonili. Chappuis jakiś czas starał się biec razem z nimi, jednak ostatecznie nie dał rady i został sklasyfikowany na 15. miejscu.
W konkursie drużynowym skoczył znakomicie – na 107. metr. Także nieźle spisał się w biegu, jednak jego drużyna zajęła 5. miejsce.
Podczas ostatniej szansy na zdobycie złotego medalu w konkursie indywidualnym na tych mistrzostwach, Jason nie dał szans konkurencji. Oddał skok na 133.5 metra, co było drugim wynikiem, jednak w przeliczeniu na czas było to zaledwie 6 sekund straty do słabo biegającego Håvarda Klemetsena.
Na trasie Chappuis spisał się jak na siebie rewelacyjnie. Szybko dogonił prowadzącego po skokach Norwega. Jakiś czas biegł z nim, jednak podczas trzeciej pętli postanowił mu uciec. Do końca biegł równo i szybko, dzięki czemu wyprzedził na mecie o 6 sekund Niemców Rydzeka i Frenzela. Przewaga ta byłaby zapewne większa, jednak Francuz pewny już triumfu zwolnił na ostatnich metrach, a przed samym finiszem już świętował swoje zwycięstwo. Uzyskał 14. czas w biegu. Złoty medal zdobyty podczas tej konkurencji, był jego pierwszym medalem na mistrzostwach świata z tego kruszcu. W konkursie drużynowym który kończył zmagania kombinatorów na tych mistrzostwach, Chappuis wraz z kolegami zajął 4. miejsce. Skoczył 128.5 m, a w biegu uzyskał przyzwoity wynik.

#### Puchar Świata w skokach narciarskich: Planica 2011
Pomimo że sezon w kombinacji norweskiej zakończył się tydzień wcześniej, Chappuis pojawił się w Planicy, gdzie w konkursie drużynowym skoków narciarskich wsparł reprezentację swojego kraju. Przypomnijmy, że do Planicy przyjechał z rekordem życiowym 209,5 metra ustanowionym 4 lata wcześniej. Wraz z Vincentem Descombes’em Sevoie, Nicolasem Mayerem oraz Emmanuelem Chedalem zajął 8. miejsce w konkursie. Oddał skoki na odległość 201.5 m oraz 196 m. Był najsilniejszym punktem reprezentacji Francji w tym konkursie. Indywidualnie po takich próbach zostałby sklasyfikowany na 16. lokacie. Dzięki temu występowi zapewnił sobie dożywotnie prawo do startu w Pucharze Świata w skokach narciarskich.

### Igrzyska olimpijskie

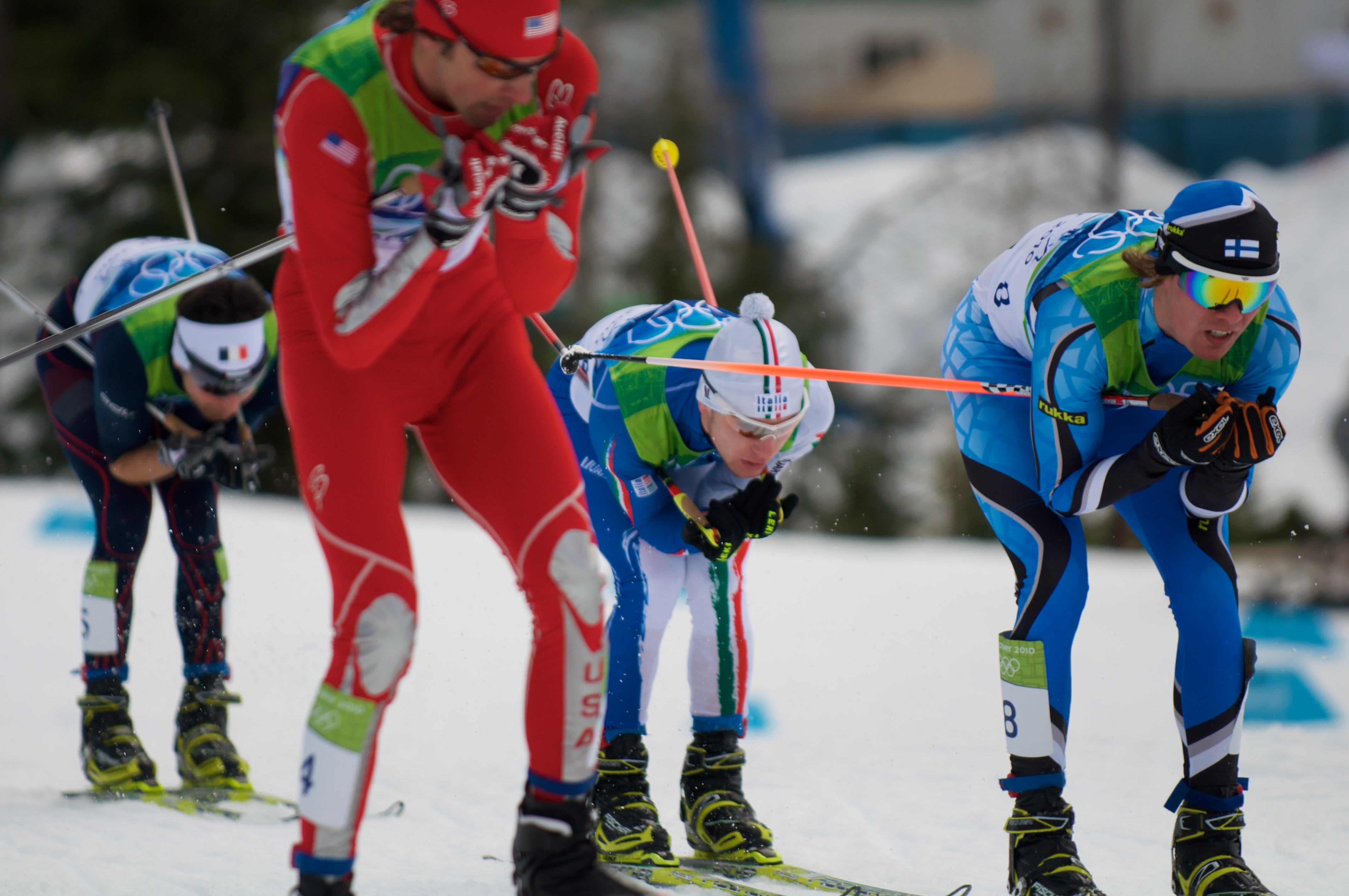
Lamy Chappuis (z lewej) podczas igrzysk w Vancouver

Francuz wystąpił dotychczas na czterech igrzyskach. Pierwszy raz w tej imprezie uczestniczył w 2006 roku, podczas igrzysk w Turynie, jednak nie zdobył medalu. Pierwszy start był nieudany – miejsce poza pierwszą dziesiątką w Gundersenie nie było spełnieniem marzeń ekipy francuskiej. Czwarte miejsce podczas sprintu było poprawą, choć do podium stracił niecałe 13 sekund. Ostatni start to drużynowy konkurs. Piąte miejsce było przyzwoitym wynikiem patrząc, iż do podium Francja straciła ponad minutę.
Cztery lata później, na igrzyskach w Vancouver, podczas pierwszego konkursu na normalnej skoczni zdobył złoty medal. W konkursie skoków uzyskał 100 metrów i został sklasyfikowany na 5. pozycji. Na trasę wyruszył ze stratą 48 sekund do lidera po skokach – Fina Janne Ryynänena. W biegu odrobił straty wyprzedzając na finiszu Amerykanina Johnny’ego Spillane’a oraz Włocha Alessandro Pittina.
Konkurs na dużej skoczni nie był dla Chappuisa udany. Na skoczni panowały bardzo loteryjne warunki, przez co wielu czołowych zawodników nie zdołało oddać dobrych skoków (zawodnicy później planowali bojkot zawodów Pucharu Świata w Oslo). W tym gronie znalazł się także Jason. Po skokach był dopiero 29. W biegu nie zdołał odrobić strat i został sklasyfikowany na 18. pozycji.
Nieudane były dla niego także kolejne dwa występy olimpijskie. Mimo sporych oczekiwań, nie obronił złotego medalu z Vancouver i na igrzyskach w Soczi zajął dopiero 35. miejsce w konkursie na skoczni normalnej. Na dużej skoczni był siódmy, a do zwycięzcy Norwega Jørgena Graabaka stracił 16,4 s. W sztafecie Francuzi zajęli 4. miejsce, podium przegrywając z Austriakami. 
Na Igrzyskach w Pyjongczang, na które pojechał po wznowieniu kariery, oba konkursy indywidualne kończył na odległych pozycjach, a w drużynie był 5.

## Osiągnięcia

### Igrzyska olimpijskie
| Miejsce | Dzień     | Rok  | Miejscowość | Konkurencja           | Wynik zwycięzcy | Strata  | Zwycięzca       |
| ------- | --------- | ---- | ----------- | --------------------- | --------------- | ------- | --------------- |
| 11.     | 11 lutego | 2006 | Pragelato   | Gundersen HS106/15 km | 39:44,6         | +1:59,4 | Georg Hettich   |
| 5.      | 15 lutego | 2006 | Pragelato   | Sztafeta HS134/4x5 km | 49:52,6         | +1:32,0 | Austria         |
| 4.      | 21 lutego | 2006 | Pragelato   | Sprint HS134/7,5 km   | 18:29,0         | +22,5   | Felix Gottwald  |
| 1.      | 14 lutego | 2010 | Vancouver   | Gundersen HS106/10 km | 25:47,1         | —       | —               |
| 4.      | 23 lutego | 2010 | Vancouver   | Sztafeta HS140/4x5 km | 48:55,6         | +39,8   | Austria         |
| 18.     | 25 lutego | 2010 | Vancouver   | Gundersen HS140/10 km | 25:32,9         | +2:11,7 | Bill Demong     |
| 35.     | 12 lutego | 2014 | Soczi       | Gundersen HS106/10 km | 23:50,2         | +2:37,5 | Eric Frenzel    |
| 7.      | 18 lutego | 2014 | Soczi       | Gundersen HS140/10 km | 22:45,5         | +16,4   | Jørgen Gråbak   |
| 4.      | 21 lutego | 2014 | Soczi       | Sztafeta HS140/4x5 km | 47:13,5         | +1:12,8 | Norwegia        |
| 31.     | 14 lutego | 2018 | Pjongczang  | Gundersen HS109/10 km | 24:51,4         | +2:57,5 | Eric Frenzel    |
| 30.     | 20 lutego | 2018 | Pjongczang  | Gundersen HS140/10 km | 23:52,5         | +3:25,0 | Johannes Rydzek |
| 5.      | 22 lutego | 2018 | Pjongczang  | Sztafeta HS140/4x5 km | 46:09,8         | +2:27,2 | Niemcy          |

### Mistrzostwa świata
| Miejsce | Dzień     | Rok  | Miejscowość   | Konkurencja                     | Wynik zwycięzcy | Strata  | Zwycięzca       |
| ------- | --------- | ---- | ------------- | ------------------------------- | --------------- | ------- | --------------- |
| 33.     | 18 lutego | 2005 | Oberstdorf    | Gundersen HS100/15 km           | 38:56,2         | +4:37,7 | Ronny Ackermann |
| 7.      | 23 lutego | 2005 | Oberstdorf    | Sztafeta HS137/4x5 km           | 49:45,5         | +3:12,9 | Norwegia        |
| 21.     | 27 lutego | 2005 | Oberstdorf    | Sprint HS137/7,5 km             | 20:15,6         | +2:09,2 | Ronny Ackermann |
| 7.      | 23 lutego | 2007 | Sapporo       | Sprint HS134/7,5 km             | 17:40,2         | +58,2   | Hannu Manninen  |
| 6.      | 25 lutego | 2007 | Sapporo       | Sztafeta HS134/4x5 km           | 49:14,9         | +4:09,8 | Finlandia       |
| 15.     | 3 marca   | 2007 | Sapporo       | Gundersen HS100/15 km           | 38:35,6         | +2:59,4 | Ronny Ackermann |
| 3.      | 20 lutego | 2009 | Liberec       | Start masowy HS100/10 km        | 24:49,7         | +19,2   | Todd Lodwick    |
| 23.     | 22 lutego | 2009 | Liberec       | Gundersen HS100/10 km           | 24:22,3         | +2:51,2 | Todd Lodwick    |
| 4.      | 26 lutego | 2009 | Liberec       | Sztafeta HS134/4x5 km           | 48:32,3         | +17,1   | Japonia         |
| 3.      | 28 lutego | 2009 | Liberec       | Gundersen HS134/10 km           | 23:36,6         | +31,4   | Bill Demong     |
| 15.     | 26 lutego | 2011 | Oslo          | Gundersen HS106/10 km           | 25:19,2         | +1:03,3 | Eric Frenzel    |
| 5.      | 28 lutego | 2011 | Oslo          | Sztafeta HS106/4x5 km           | 49:38,2         | +1:30,4 | Austria         |
| 1.      | 2 marca   | 2011 | Oslo          | Gundersen HS134/10 km           | 25:31,6         | –       | –               |
| 4.      | 4 marca   | 2011 | Oslo          | Sztafeta HS134/4x5 km           | 48:04,4         | +51,9   | Austria         |
| 1.      | 22 lutego | 2013 | Val di Fiemme | Gundersen HS106/10 km           | 29:13,2         | –       | –               |
| 1.      | 24 lutego | 2013 | Val di Fiemme | Sztafeta HS106/4x5 km           | 57:34,0         | –       | –               |
| 3.      | 28 lutego | 2013 | Val di Fiemme | Gundersen HS134/10 km           | 27:22,8         | +37,2   | Eric Frenzel    |
| 1.      | 2 marca   | 2013 | Val di Fiemme | Sprint drużynowy HS134/2x7,5 km | 35:37,9         | –       | –               |
| 3.      | 20 lutego | 2015 | Falun         | Gundersen HS100/10 km           | 26:38,9         | +5,0    | Johannes Rydzek |
| 3.      | 22 lutego | 2015 | Falun         | Sztafeta HS100/4x5 km           | 44:20,7         | +39,6   | Niemcy          |
| 6.      | 26 lutego | 2015 | Falun         | Gundersen HS134/10 km           | 22:45,8         | +27,0   | Bernhard Gruber |
| 1.      | 28 lutego | 2015 | Falun         | Sprint drużynowy HS134/2x7.5 km | 38:31,6         | -       | -               |

### Mistrzostwa świata juniorów
| Miejsce | Dzień    | Rok  | Miejscowość | Konkurencja           | Wynik zwycięzcy | Strata    | Zwycięzca        |
| ------- | -------- | ---- | ----------- | --------------------- | --------------- | --------- | ---------------- |
| 16.     | 5 lutego | 2003 | Sollefteå   | Gundersen K107/10 km  | 31:43,2         | +3:39,0   | Björn Kircheisen |
| 3.      | 7 lutego | 2003 | Sollefteå   | Sztafeta K107/4x5 km  | 793,9 pkt       | -99,8 pkt | Niemcy           |
| 18.     | 9 lutego | 2003 | Sollefteå   | Sprint K107/5 km      | 14.02,6         | +1:56,0   | Björn Kircheisen |
| 6.      | 6 lutego | 2004 | Stryn       | Sztafeta K90/4x5      | 58:03,0         | +3.14,0   | Norwegia         |
| 5.      | 8 lutego | 2004 | Stryn       | Sprint K90/7,5 km     | 14:02,1         | +1:08,7   | Petter Tande     |
| 8.      | 22 marca | 2005 | Rovaniemi   | Gundersen HS100/10 km | 25.56,6         | +3:02,5   | Petter Tande     |
| 2.      | 24 marca | 2005 | Rovaniemi   | Sztafeta HS100/4x5    | 44:17,1         | +1:37,8   | Niemcy           |
| 6.      | 26 marca | 2005 | Rovaniemi   | Sprint HS100/5 km     | 14:02,1         | +55,5     | Petter Tande     |

### Miejsca w klasyfikacji generalnej
| Sezon     | Miejsce          |
| --------- | ---------------- |
| 2003/2004 | 54.              |
| 2004/2005 | 45.              |
| 2005/2006 | 5.               |
| 2006/2007 | 2.               |
| 2007/2008 | 5.               |
| 2008/2009 | 5.               |
| 2009/2010 | 1.               |
| 2010/2011 | 1.               |
| 2011/2012 | 1.               |
| 2012/2013 | 2.               |
| 2013/2014 | 6.               |
| 2014/2015 | 14.              |
| 2015/2016 | nie brał udziału |
| 2016/2017 | nie brał udziału |
| 2017/2018 | 55.              |

### Zwycięstwa w konkursach
Lamy Chappuis, mając na koncie 26 zwycięstw, jest trzecim zawodnikiem w historii pod względem liczby zwycięstw w konkursach Pucharu Świata, za Hannu Manninenem (48 triumfów). Najwięcej razy na najwyższym stopniu podium stawał: wśród miast w Seefeld – 4 razy, a wśród państw w Austrii – 8 razy. Pierwszy raz wygrał w japońskim Sapporo. Było to 19 marca 2006 roku.
| Nr  | Dzień        | Rok  | Miejscowość   | Konkurencja        | Nota za skok | czas biegu    | Przypisy             |
| --- | ------------ | ---- | ------------- | ------------------ | ------------ | ------------- | -------------------- |
| 1.  | 19 marca     | 2006 | Sapporo       | Sprint na 7,5 km   | 130,8        | 19 min 15,0 s | –                    |
| 2.  | 25 listopada | 2006 | Ruka          | Gundersen na 15 km | 268,9        | 40 min 01,0 s | –                    |
| 3.  | 18 marca     | 2007 | Oslo          | Sprint na 7,5 km   | 104,0        | 21 min 48,2 s | –                    |
| 4.  | 5 stycznia   | 2008 | Schonach      | Sprint na 7,5 km   | 120,0        | 17 min 17,6 s | GP Niemiec 2007/2008 |
| 5.  | 27 stycznia  | 2008 | Seefeld       | Sprint na 7,5 km   | 128,5        | 18 min 01,6 s | –                    |
| 6.  | 28 listopada | 2009 | Ruka          | Gundersen na 10 km | 149,0        | 27 min 05,0 s | –                    |
| 7.  | 5 grudnia    | 2009 | Lillehammer   | Gundersen na 10 km | 138,1        | 24 min 25,9 s | –                    |
| 8.  | 18 grudnia   | 2009 | Ramsau        | Gundersen na 10 km | 129,2        | 21 min 58,6 s | –                    |
| 9.  | 19 grudnia   | 2009 | Ramsau        | Gundersen na 10 km | 118,3        | 25 min 40,6 s | –                    |
| 10. | 23 stycznia  | 2010 | Schonach      | Gundersen na 10 km | 119,8        | 21 min 34,5 s | –                    |
| 11. | 14 marca     | 2010 | Oslo          | Gundersen na 10 km | 134,6        | 25 min 58,3 s | –                    |
| 12. | 26 listopada | 2010 | Ruka          | Gundersen na 10 km | 135,8        | 28 min 33,5 s | –                    |
| 13. | 5 grudnia    | 2010 | Lillehammer   | Gundersen na 10 km | 134,1        | 24 min 35,5 s | –                    |
| 14. | 15 stycznia  | 2011 | Seefeld       | Gundersen na 10 km | 139,5        | 25 min 33,2 s | –                    |
| 15. | 23 stycznia  | 2011 | Chaux-Neuve   | Gundersen na 10 km | 134,2        | 22 min 00,3 s | –                    |
| 16. | 11 grudnia   | 2011 | Ramsau        | Gundersen na 10 km | 123,0        | 22 min 07,4 s | –                    |
| 17. | 17 grudnia   | 2011 | Seefeld       | Gundersen na 10 km | 119,5        | 29 min 14,5 s | –                    |
| 18. | 18 grudnia   | 2011 | Seefeld       | Gundersen na 10 km | 128,8        | 27 min 41,9 s | –                    |
| 19. | 3 lutego     | 2012 | Val di Fiemme | HS134/Penalty Race | –            | 26 min 58,6 s | –                    |
| 20. | 19 lutego    | 2012 | Klingenthal   | Gundersen na 10 km | 107,9        | 24 min 45,4 s | –                    |
| 21. | 1 grudnia    | 2012 | Ruka          | Gundersen na 10 km | 139,3        | 26 min 49,5 s | –                    |
| 22. | 6 stycznia   | 2013 | Schonach      | Gundersen na 10 km | 119,8        | 26 min 0,0 s  | –                    |
| 23. | 16 marca     | 2013 | Oslo          | Gundersen na 15 km | 227,3        | 42 min 06,5 s | –                    |
| 24. | 7 grudnia    | 2013 | Lillehammer   | Gundersen na 10 km | 120,6        | 26 min 45,2 s | –                    |
| 25. | 22 grudnia   | 2013 | Schonach      | Gundersen na 10 km | 118,5        | 23 min 47,1 s | –                    |
| 26. | 21 grudnia   | 2014 | Ramsau        | Gundersen na 10 km | 118,7        | 25 min 58,2 s | –                    |

### Miejsca na podium
Lamy Chappuis 59 razy stawał na podium, w tym 26 razy na najwyższym stopniu.
| Sezon     | 1. miejsce | 2. miejsce | 3. miejsce | Razem |
| 2003/2004 | –          | –          | –          | –     |
| 2004/2005 | –          | –          | –          | –     |
| 2005/2006 | 1          | 1          | 2          | 4     |
| 2006/2007 | 2          | 2          | 2          | 6     |
| 2007/2008 | 2          | 2          | –          | 4     |
| 2008/2009 | –          | 2          | 4          | 6     |
| 2009/2010 | 6          | 2          | 3          | 11    |
| 2010/2011 | 4          | 2          | 2          | 8     |
| 2011/2012 | 5          | 6          | –          | 11    |
| 2012/2013 | 3          | 2          | –          | 5     |
| 2013/2014 | 2          | –          | –          | 2     |
| 2014/2015 | 1          | –          | 1          | 2     |
| 2017/2018 | –          | –          | –          | –     |
| suma      | 26         | 19         | 14         | 59    |

### Miejsca na podium chronologicznie
| Nr  | Dzień        | Rok  | Miejscowość   | Konkurencja                 | Nota za skok | czas biegu    | Miejsce | Zwycięzca         |
| --- | ------------ | ---- | ------------- | --------------------------- | ------------ | ------------- | ------- | ----------------- |
| 1.  | 18 grudnia   | 2005 | Ramsau        | Sprint na 7, 5 km           | 127,5        | 20 min 22,3 s | 3.      | Magnus Moan       |
| 2.  | 21 stycznia  | 2006 | Harrachov     | Sprint na 7,5 km            | 112,5        | 20 min 18,6 s | 3.      | Hannu Manninen    |
| 3.  | 11 marca     | 2006 | Oslo          | Indywidualny na 15 km       | 244,6        | 37 min 43,1 s | 2.      | Petter Tande      |
| 4.  | 19 marca     | 2006 | Sapporo       | Sprint na 7,5 km            | 130,8        | 19 min 15,0 s | 1.      | –                 |
| 5.  | 25 listopada | 2006 | Ruka          | Gundersen na 15 km          | 268,9        | 40 min 01,0 s | 1.      | –                 |
| 6.  | 17 grudnia   | 2006 | Ramsau        | Bieg masowy na 10 km        | 128,0        | 16 min 54,0 s | 2.      | Magnus Moan       |
| 7.  | 13 stycznia  | 2007 | Val di Fiemme | Bieg masowy na 10 km        | 130,8        | 19 min 15,0 s | 3.      | Christoph Bieler  |
| 8.  | 20 stycznia  | 2007 | Seefeld       | Sprint na 7,5 km            | 104,0        | 21 min 25,8 s | 2.      | Felix Gottwald    |
| 9.  | 10 marca     | 2007 | Lahti         | Sprint na 7,5 km            | 121,1        | 19 min 29,2 s | 3.      | Björn Kircheisen  |
| 10. | 18 marca     | 2007 | Oslo          | Sprint na 7,5 km            | 104,0        | 21 min 48,2 s | 1.      | –                 |
| 11. | 9 grudnia    | 2007 | Trondheim     | Sprint na 7,5 km            | 123,6        | 19 min 36,3 s | 2.      | Christoph Bieler  |
| 12. | 5 stycznia   | 2008 | Schonach      | Sprint na 7,5 km            | 120,0        | 17 min 17,6 s | 1.      | –                 |
| 13. | 13 stycznia  | 2008 | Val di Fiemme | Huraganowy Sprint na 7,5 km | 121,5        | 20 min 03,7 s | 2.      | Sebastian Haseney |
| 14. | 27 stycznia  | 2008 | Seefeld       | Sprint na 7,5 km            | 128,5        | 18 min 01,6 s | 1.      | –                 |
| 15. | 6 grudnia    | 2008 | Trondheim     | Gundersen 10 km             | 119,3        | 24 min 50,3 s | 2.      | Magnus Moan       |
| 16. | 7 grudnia    | 2008 | Trondheim     | Gundersen 10 km             | 121,0        | 25 min 16,5 s | 3.      | Anssi Koivuranta  |
| 17. | 21 grudnia   | 2008 | Ramsau        | Gundersen 10 km             | 109,0        | 23 min 43,8 s | 3.      | Björn Kircheisen  |
| 18. | 28 grudnia   | 2008 | Oberhof       | Gundersen 10 km             | 117,8        | 22 min 36,0 s | 3.      | Anssi Koivuranta  |
| 19. | 15 lutego    | 2009 | Klingenthal   | Gundersen 10 km             | 134,5        | 27 min 05,0 s | 2.      | Bill Demong       |
| 20. | 6 marca      | 2009 | Lahti         | Gundersen 10 km             | 131,3        | 26 min 22,3 s | 3.      | Bill Demong       |
| 21. | 28 listopada | 2009 | Ruka          | Gundersen 10 km             | 149,0        | 27 min 05,0 s | 1.      | –                 |
| 22. | 5 grudnia    | 2009 | Lillehammer   | Gundersen 10 km             | 138,1        | 24 min 25,9 s | 1.      | –                 |
| 23. | 6 grudnia    | 2009 | Lillehammer   | Gundersen 10 km             | 129,0        | 23 min 16,6 s | 3.      | Tino Edelmann     |
| 24. | 18 grudnia   | 2009 | Ramsau        | Gundersen 10 km             | 129,2        | 21 min 58,6 s | 1.      | –                 |
| 25. | 19 grudnia   | 2009 | Ramsau        | Gundersen 10 km             | 118,3        | 25 min 40,6 s | 1.      | –                 |
| 26. | 2 stycznia   | 2010 | Oberhof       | Gundersen 10 km             | 133,5        | 27 min 41,0 s | 3.      | Hannu Manninen    |
| 27. | 16 stycznia  | 2010 | Chaux-Neuve   | Gundersen 10 km             | 127,7        | 23 min 34,9 s | 2.      | Magnus Moan       |
| 28. | 17 stycznia  | 2010 | Chaux-Neuve   | Gundersen 10 km             | 126,9        | 24 min 11,8 s | 2.      | Magnus Moan       |
| 29. | 23 stycznia  | 2010 | Schonach      | Gundersen 10 km             | 119,8        | 21 min 34,5 s | 1.      | –                 |
| 30. | 6 marca      | 2010 | Lahti         | Gundersen 10 km             | 113,6        | 25 min 44,5 s | 3.      | Hannu Manninen    |
| 31. | 14 marca     | 2010 | Oslo          | Gundersen 10 km             | 134,6        | 25 min 58,3 s | 1.      | –                 |
| 32. | 26 listopada | 2010 | Ruka          | Gundersen 10 km             | 135,8        | 28 min 33,5 s | 1.      | –                 |
| 33. | 27 listopada | 2010 | Ruka          | Gundersen 10 km             | 146,8        | 28 min 27,0 s | 3.      | Felix Gottwald    |
| 34. | 4 grudnia    | 2010 | Lillehammer   | Gundersen 10 km             | 134,6        | 24 min 25.0   | 2.      | Mikko Kokslien    |
| 35. | 5 grudnia    | 2010 | Lillehammer   | Gundersen 10 km             | 134,1        | 24 min 35,5 s | 1.      | –                 |
| 36. | 15 stycznia  | 2011 | Seefeld       | Gundersen 10 km             | 139,5        | 25 min 33,2 s | 1.      | –                 |
| 37. | 16 stycznia  | 2011 | Seefeld       | Gundersen 10 km             | 133,7        | 24 min 38,4 s | 2.      | Magnus Moan       |
| 38. | 23 stycznia  | 2011 | Chaux-Neuve   | Gundersen 10 km             | 134,2        | 22 min 00,3 s | 1.      | –                 |
| 39. | 11 marca     | 2011 | Lahti         | Gundersen 10 km             | 125,3        | 25 min 41,8 s | 3.      | Björn Kircheisen  |
| 40. | 4 grudnia    | 2011 | Lillehammer   | HS138/Penalty Race          | 130,5        | 28 min 55,9 s | 2.      | Eric Frenzel      |
| 41. | 10 grudnia   | 2011 | Ramsau        | Gundersen 10 km             | 122,0        | 22 min 08,2 s | 2.      | Jan Schmid        |
| 42. | 11 grudnia   | 2011 | Ramsau        | Gundersen 10 km             | 122,0        | 22 min 07,4 s | 1.      | –                 |
| 43. | 17 grudnia   | 2011 | Seefeld       | Gundersen 10 km             | 119,5        | 29 min 14,5 s | 1.      | –                 |
| 44. | 18 grudnia   | 2011 | Seefeld       | Gundersen 10 km             | 128,8        | 27 min 41,9 s | 1.      | –                 |
| 45. | 13 stycznia  | 2012 | Chaux-Neuve   | Gundersen 10 km             | 124,8        | 22 min 34,0 s | 2.      | Alessandro Pittin |
| 46. | 14 stycznia  | 2012 | Chaux-Neuve   | Gundersen 10 km             | 112,0        | 22 min 48,6 s | 2.      | Alessandro Pittin |
| 47. | 3 lutego     | 2012 | Val di Fiemme | HS134/Penalty Race          | –            | 26 min 58,6 s | 1.      | –                 |
| 48. | 18 lutego    | 2012 | Klingenthal   | Gundersen 10 km             | 133,3        | 25 min 35,9 s | 2.      | Akito Watabe      |
| 49. | 19 lutego    | 2012 | Klingenthal   | Gundersen 10 km             | 107,9        | 24 min 45,4 s | 1.      | –                 |
| 50. | 26 lutego    | 2012 | Liberec       | Gundersen 10 km             | 120,7        | 26 min 35,4 s | 2.      | Akito Watabe      |
| 51. | 24 listopada | 2012 | Lillehammer   | Gundersen 10 km             | 139,4        | 24 min 09,2 s | 2.      | Magnus Moan       |
| 52. | 1 grudnia    | 2012 | Ruka          | Gundersen 10 km             | 139,3        | 26 min 49,5 s | 1.      | –                 |
| 53. | 16 grudnia   | 2012 | Ramsau        | Gundersen 10 km             | 114,4        | 21 min 36,7 s | 2.      | Mikko Kokslien    |
| 54. | 6 stycznia   | 2013 | Schonach      | Gundersen na 10 km          | 119,8        | 26 min 0,0 s  | 1.      | –                 |
| 55. | 16 marca     | 2013 | Oslo          | Gundersen na 15 km          | 227,3        | 42 min 06,5 s | 1.      | –                 |
| 56. | 7 grudnia    | 2013 | Lillehammer   | Gundersen na 10 km          | 120,6        | 26 min 45,2 s | 1.      | –                 |
| 57. | 22 grudnia   | 2013 | Schonach      | Gundersen na 10 km          | 118,7        | 23 min 47,1 s | 1.      | –                 |
| 58. | 7 grudnia    | 2014 | Lillehammer   | Gundersen na 10 km          | 130,1        | 25 min 50,7 s | 3.      | Mikko Kokslien    |
| 59. | 21 grudnia   | 2014 | Ramsau        | Gundersen na 10 km          | 118,7        | 25 min 58,2 s | 1.      | –                 |

### Miejsca w poszczególnych konkursachPucharu Świata
| Sezon 2003/2004 |                                 |                              |                                 |                              |                                  |                                |                                  |                              |                                  |                                 |                                |                                   |                                 |                              |                            |                                 |                              |                                |                              |                           |                            |                            |        |        |        |        |        |        |        |        |        |
| Ruka – Gundersen 15km | Ruka – Sprint 7,5km             | Trondheim – Sprint 7,5km     | Val di Fiemme – Gundersen 15km  | Val di Fiemme – Sprint 7,5km | Oberhof – Gundersen 15km         | Reit im Winkl – Sprint 7,5km   | Schonach – Gundersen 15km        | Seefeld – Sprint 7,5km       | Seefeld – Gundersen 15km         | Nayoro – Gundersen 15km         | Sapporo – Bieg masowy 10km     | Sapporo – Sprint 7,5km            | Oberstdorf – Sprint 7,5km       | Liberec – Gundersen 15km     | Oslo – Sprint 7,5km        | Oslo – Gundersen 15km           | Lahti – Sprint 7,5km         | Lahti – Gundersen 15km         | punkty                       | punkty                    | punkty                     | punkty                     | punkty | punkty | punkty | punkty | punkty |        |        |        |        |
| – | –                               | –                            | –                               | –                            | –                                | –                              | –                                | –                            | –                                | –                               | –                              | –                                 | –                               | –                            | 27                         | 37                              | 23                           | 29                             | 14                           | 14                        | 14                         | 14                         | 14     | 14     | 14     | 14     | 14     |        |        |        |        |
| Sezon 2004/2005 |                                 |                              |                                 |                              |                                  |                                |                                  |                              |                                  |                                 |                                |                                   |                                 |                              |                            |                                 |                              |                                |                              |                           |                            |                            |        |        |        |        |        |        |        |        |        |
| Ruka – Gundersen 15km | Ruka – Sprint 7,5km             | Trondheim – Gundersen 15km   | Trondheim – Sprint 7,5km        | Oberhof – Gundersen 15km     | Ruhpolding – Sprint 7,5km        | Schonach – Gundersen 15km      | Seefeld – Sprint 7,5km           | Seefeld – Gundersen 15km     | Liberec – Sprint 7,5km           | Sapporo – Bieg masowy 10km      | Sapporo – Gundersen 15km       | Pragelato – Sprint 7,5km          | Lahti – Huraganowy Sprint 7,5km | Lahti – Gundersen 15km       | Oslo – Gundersen 15km      | Oslo – Huraganowy Sprint 7,5km  | punkty                       | punkty                         | punkty                       | punkty                    | punkty                     | punkty                     | punkty | punkty | punkty |        |        |        |        |        |        |
| 35 | 16                              | DNF                          | 28                              | 32                           | 20                               | 17                             | 37                               | 41                           | 19                               | –                               | –                              | 21                                | –                               | –                            | –                          | –                               | 65                           | 65                             | 65                           | 65                        | 65                         | 65                         | 65     | 65     | 65     |        |        |        |        |        |        |
| Sezon 2005/2006 |                                 |                              |                                 |                              |                                  |                                |                                  |                              |                                  |                                 |                                |                                   |                                 |                              |                            |                                 |                              |                                |                              |                           |                            |                            |        |        |        |        |        |        |        |        |        |
| Ruka – Gundersen 15km | Ruka – Sprint 7,5km             | Lillehammer – Gundersen 15km | Lillehammer – Sprint 7,5km      | Ramsau – Bieg masowy 10km    | Ramsau – Huraganowy Sprint 7,5km | Oberhof – Gundersen 15km       | Ruhpolding – Sprint 7,5km        | Schonach – Gundersen 15km    | Val di Fiemme – Bieg masowy 10km | Val di Fiemme – Sprint 7,5km    | Harrachov – Sprint 7,5km       | Harrachov – Gundersen 15km        | Seefeld – Sprint 7,5km          | Seefeld – Gundersen 15km     | Lahti – Gundersen 15km     | Lahti – Huraganowy Sprint 7,5km | Oslo – Gundersen 15km        | Oslo – Huraganowy Sprint 7,5km | Sapporo – Bieg masowy 10km   | Sapporo – Sprint 7,5km    | punkty                     | punkty                     | punkty | punkty | punkty | punkty | punkty | punkty | punkty |        |        |
| 4 | 15                              | 13                           | 12                              | 13                           | 3                                | 12                             | 14                               | –                            | 5                                | 10                              | 3                              | 8                                 | –                               | –                            | 8                          | 4                               | 2                            | 5                              | 8                            | 1                         | 730                        | 730                        | 730    | 730    | 730    | 730    | 730    | 730    | 730    |        |        |
| Sezon 2006/2007 |                                 |                              |                                 |                              |                                  |                                |                                  |                              |                                  |                                 |                                |                                   |                                 |                              |                            |                                 |                              |                                |                              |                           |                            |                            |        |        |        |        |        |        |        |        |        |
| Ruka – Gundersen 15km | Lillehammer – Gundersen 15km    | Lillehammer – Sprint 7,5km   | Ramsau – Bieg masowy 10km       | Ramsau – Sprint 7,5km        | Ruhpolding – Gundersen 15km      | Oberstdorf – Gundersen 15km    | Val di Fiemme – Bieg masowy 10km | Seefeld – Sprint 7,5km       | Zakopane – Bieg masowy 10km      | Zakopane – Sprint 7,5km         | Lahti – Gundersen 15km         | Lahti – Huraganowy Sprint 7,5km   | Oslo – Sprint 7,5km             | punkty                       | punkty                     | punkty                          | punkty                       | punkty                         | punkty                       | punkty                    | punkty                     | punkty                     | punkty | punkty | punkty | punkty | punkty | punkty |        |        |        |
| 1 | 4                               | 5                            | 42                              | 2                            | 22                               | 11                             | 3                                | 2                            | 9                                | 5                               | 17                             | 3                                 | 1                               | 696                          | 696                        | 696                             | 696                          | 696                            | 696                          | 696                       | 696                        | 696                        | 696    | 696    | 696    | 696    | 696    | 696    |        |        |        |
| Sezon 2007/2008 |                                 |                              |                                 |                              |                                  |                                |                                  |                              |                                  |                                 |                                |                                   |                                 |                              |                            |                                 |                              |                                |                              |                           |                            |                            |        |        |        |        |        |        |        |        |        |
| Ruka – Gundersen 15km | Ruka – Sprint 7,5km             | Trondheim – Gundersen 15km   | Trondheim – Sprint 7,5km        | Ramsau – Bieg masowy 10km    | Ramsau – Huraganowy Sprint 7,5km | Oberhof – Gundersen 15km       | Schonach – Sprint 7,5km          | Schonach – Gundersen 15km    | Val di Fiemme – Gundersen 15km   | Val di Fiemme – Sprint 7,5km    | Klingenthal – Bieg masowy 10km | Klingenthal – Sprint 7,5km        | Seefeld – Sprint 7,5km          | Seefeld – Sprint 7,5km       | Liberec – Bieg masowy 10km | Zakopane – Sprint 7,5km         | Lahti – Gundersen 15km       | Oslo – Gundersen 15km          | Oslo – Sprint 7,5km          | punkty                    | punkty                     | punkty                     | punkty | punkty | punkty | punkty | punkty | punkty |        |        |        |
| 10 | 9                               | 12                           | 2                               | 5                            | 9                                | 23                             | 1                                | 6                            | 5                                | 2                               | 8                              | 8                                 | 5                               | 1                            | 16                         | 34                              | 10                           | 18                             | 22                           | 776                       | 776                        | 776                        | 776    | 776    | 776    | 776    | 776    | 776    |        |        |        |
| Sezon 2008/2009 |                                 |                              |                                 |                              |                                  |                                |                                  |                              |                                  |                                 |                                |                                   |                                 |                              |                            |                                 |                              |                                |                              |                           |                            |                            |        |        |        |        |        |        |        |        |        |
| Ruka – Gundersen 10km | Ruka – Gundersen 10km           | Trondheim – Gundersen 10km   | Trondheim – Gundersen 10km      | Ramsau – Gundersen 10km      | Ramsau – Gundersen 10km          | Oberhof – Gundersen 10km       | Oberhof – Gundersen 10km         | Schonach – Gundersen 10km    | Val di Fiemme – Bieg masowy 10km | Val di Fiemme – Gundersen 10km  | Whistler – Gundersen 10km      | Whistler – Gundersen 10km         | Chaux-Neuve – Gundersen 10km    | Chaux-Neuve – Gundersen 10km | Seefeld – Gundersen 10km   | Seefeld – Gundersen 10km        | Klingenthal – Gundersen 10km | Klingenthal – Gundersen 10km   | Lahti – Gundersen 10km       | Lahti – Gundersen 10km    | Vikersund – Gundersen 10km | Vikersund – Gundersen 10km | punkty |        |        |        |        |        |        |        |        |
| 24 | 7                               | 2                            | 3                               | DNF                          | 3                                | 4                              | 3                                | DNS                          | –                                | –                               | 7                              | 6                                 | 8                               | 4                            | –                          | –                               | 13                           | 2                              | 3                            | 6                         | 5                          | 4                          | 806    |        |        |        |        |        |        |        |        |
| Sezon 2009/2010 |                                 |                              |                                 |                              |                                  |                                |                                  |                              |                                  |                                 |                                |                                   |                                 |                              |                            |                                 |                              |                                |                              |                           |                            |                            |        |        |        |        |        |        |        |        |        |
| Ruka – Gundersen 10km | Ruka – Gundersen 10km           | Lillehammer – Gundersen 10km | Lillehammer – Gundersen 10km    | Ramsau – Gundersen 10km      | Ramsau – Gundersen 10km          | Ramsau – Gundersen 10km        | Oberhof – Gundersen 10km         | Oberhof – Gundersen 10km     | Val di Fiemme – Gundersen 10km   | Val di Fiemme – Gundersen 10km  | Chaux-Neuve – Gundersen 10km   | Chaux-Neuve – Gundersen 10km      | Schonach – Gundersen 10km       | Seefeld – Gundersen 10km     | Seefeld – Gundersen 10km   | Lahti – Gundersen 10km          | Lahti – Gundersen 10km       | Oslo – Gundersen 10km          | punkty                       | punkty                    | punkty                     | punkty                     | punkty | punkty | punkty | punkty | punkty |        |        |        |        |
| 1 | 5                               | 1                            | 3                               | 1                            | 1                                | 8                              | 3                                | 4                            | 10                               | 7                               | 2                              | 2                                 | 1                               | –                            | –                          | 10                              | 3                            | 1                              | 1155                         | 1155                      | 1155                       | 1155                       | 1155   | 1155   | 1155   | 1155   | 1155   |        |        |        |        |
| Sezon 2010/2011 |                                 |                              |                                 |                              |                                  |                                |                                  |                              |                                  |                                 |                                |                                   |                                 |                              |                            |                                 |                              |                                |                              |                           |                            |                            |        |        |        |        |        |        |        |        |        |
| Ruka – Gundersen 10km | Ruka – Gundersen 10km           | Lillehammer – Gundersen 10km | Lillehammer – Gundersen 10km    | Ramsau – Gundersen 10km      | Ramsau – Gundersen 10km          | Schonach – Gundersen 10km      | Seefeld – Gundersen 10km         | Seefeld – Gundersen 10km     | Chaux-Neuve – Gundersen 10km     | Chaux-Neuve – Gundersen 10km    | Lahti – Gundersen 10km         | Lahti – Gundersen 10km            | punkty                          | punkty                       | punkty                     | punkty                          | punkty                       | punkty                         | punkty                       | punkty                    | punkty                     | punkty                     | punkty | punkty |        |        |        |        |        |        |        |
| 1 | 3                               | 2                            | 1                               | 5                            | 4                                | 11                             | 1                                | 2                            | 4                                | 1                               | 3                              | 5                                 | 894                             | 894                          | 894                        | 894                             | 894                          | 894                            | 894                          | 894                       | 894                        | 894                        | 894    | 894    |        |        |        |        |        |        |        |
| Sezon 2011/2012 |                                 |                              |                                 |                              |                                  |                                |                                  |                              |                                  |                                 |                                |                                   |                                 |                              |                            |                                 |                              |                                |                              |                           |                            |                            |        |        |        |        |        |        |        |        |        |
| Ruka – Gundersen 10km | Ruka – Gundersen 10km           | Lillehammer – Gundersen 10km | Lillehammer – Penalty Race 10km | Ramsau – Gundersen 10km      | Ramsau – Gundersen 10km          | Seefeld – Gundersen 10km       | Seefeld – Gundersen 10km         | Oberstdorf – Gundersen 10km  | Chaux-Neuve – Gundersen 10km     | Chaux-Neuve – Gundersen 10km    | Chaux-Neuve – Gundersen 10km   | Val di Fiemme – Penalty Race 10km | Val di Fiemme – Gundersen 10km  | Ałmaty – Gundersen 10km      | Ałmaty – Gundersen 10km    | Klingenthal – Gundersen 10km    | Klingenthal – Gundersen 10km | Liberec – Gundersen 10km       | Liberec – Gundersen 10km     | Lahti – Gundersen 10km    | Oslo – Gundersen 10km      | Oslo – Gundersen 10km      | punkty | punkty | punkty | punkty | punkty | punkty | punkty | punkty | punkty |
| 16 | 9                               | 4                            | 2                               | 2                            | 1                                | 1                              | 1                                | 7                            | 2                                | 2                               | 25                             | 1                                 | 8                               | 4                            | 5                          | 2                               | 1                            | 21                             | 2                            | 18                        | 23                         | 8                          | 1306   | 1306   | 1306   | 1306   | 1306   | 1306   | 1306   | 1306   | 1306   |
| Sezon 2012/2013 |                                 |                              |                                 |                              |                                  |                                |                                  |                              |                                  |                                 |                                |                                   |                                 |                              |                            |                                 |                              |                                |                              |                           |                            |                            |        |        |        |        |        |        |        |        |        |
| Lillehammer – Gundersen 10km | Lillehammer – Penalty Race 10km | Ruka – Gundersen 10km        | Ramsau – Gundersen 10km         | Ramsau – Gundersen 10km      | Schonach – Gundersen 10km        | Chaux-Neuve – Gundersen 10km   | Seefeld – Gundersen 10km         | Seefeld – Gundersen 10km     | Klingenthal – Gundersen 10km     | Klingenthal – Penalty Race 10km | Soczi – Gundersen 10km         | Ałmaty – Gundersen 10km           | Ałmaty – Gundersen 10km         | Lahti – Gundersen 10km       | Oslo – Gundersen 10km      | Oslo – Gundersen 10km           | punkty                       | punkty                         | punkty                       | punkty                    | punkty                     | punkty                     | punkty | punkty | punkty |        |        |        |        |        |        |
| 2 | 4                               | 1                            | 5                               | 2                            | 1                                | 6                              | 15                               | 15                           | 5                                | 5                               | 7                              | –                                 | –                               | 16                           | 4                          | 1                               | 818                          | 818                            | 818                          | 818                       | 818                        | 818                        | 818    | 818    | 818    |        |        |        |        |        |        |
| Sezon 2013/2014 |                                 |                              |                                 |                              |                                  |                                |                                  |                              |                                  |                                 |                                |                                   |                                 |                              |                            |                                 |                              |                                |                              |                           |                            |                            |        |        |        |        |        |        |        |        |        |
| Ruka – Gundersen 10km | Lillehammer – Gundersen 10km    | Lillehammer – Gundersen 10km | Ramsau – Gundersen 10km         | Schonach – Gundersen 10km    | Schonach – Gundersen 10km        | Czajkowski – Gundersen 10km    | Czajkowski – Gundersen 10km      | Chaux-Neuve – Gundersen 10km | Seefeld – Gundersen 5km          | Seefeld – Gundersen 10km        | Seefeld – Gundersen 15km       | Oberstdorf – Gundersen 10km       | Lahti – Gundersen 10km          | Trondheim – Gundersen 10km   | Oslo – Gundersen 10km      | Falun – Gundersen 10km          | punkty                       | punkty                         | punkty                       | punkty                    | punkty                     | punkty                     | punkty | punkty | punkty |        |        |        |        |        |        |
| 5 | 1                               | 6                            | 22                              | 14                           | 1                                | -                              | -                                | 7                            | 9                                | 5                               | 9                              | 16                                | -                               | 14                           | 27                         | 5                               | 526                          | 526                            | 526                          | 526                       | 526                        | 526                        | 526    | 526    | 526    |        |        |        |        |        |        |
| Sezon 2014/2015 |                                 |                              |                                 |                              |                                  |                                |                                  |                              |                                  |                                 |                                |                                   |                                 |                              |                            |                                 |                              |                                |                              |                           |                            |                            |        |        |        |        |        |        |        |        |        |
| Ruka – Gundersen 10km | Lillehammer – Gundersen 10km    | Lillehammer – Gundersen 10km | Ramsau – Gundersen 10km         | Schonach – Gundersen 10km    | Chaux-Neuve – Gundersen 10km     | Chaux-Neuve – Gundersen 10km   | Seefeld – Gundersen 5km          | Seefeld – Gundersen 10km     | Seefeld – Gundersen 15km         | Sapporo – Gundersen 10km        | Sapporo – Gundersen 10km       | Val di Fiemme – Gundersen 10km    | Val di Fiemme – Gundersen 10km  | Lahti – Gundersen 10km       | Trondheim – Gundersen 10km | Oslo – Gundersen 15km           | punkty                       | punkty                         | punkty                       | punkty                    | punkty                     | punkty                     | punkty | punkty | punkty |        |        |        |        |        |        |
| 18 | 24                              | 3                            | 1                               | 22                           | 30                               | 4                              | DNF                              | -                            | -                                | -                               | -                              | -                                 | -                               | 9                            | 33                         | 12                              | 291                          | 291                            | 291                          | 291                       | 291                        | 291                        | 291    | 291    | 291    |        |        |        |        |        |        |
| Sezon 2017/2018 |                                 |                              |                                 |                              |                                  |                                |                                  |                              |                                  |                                 |                                |                                   |                                 |                              |                            |                                 |                              |                                |                              |                           |                            |                            |        |        |        |        |        |        |        |        |        |
| Ruka – Gundersen 5km | Ruka – Gundersen 10km           | Ruka – Gundersen 10km        | Lillehammer – Gundersen 10km    | Ramsau – Gundersen 10km      | Ramsau – Gundersen 10km          | Val di Fiemme – Gundersen 10km | Val di Fiemme – Gundersen 10km   | Chaux-Neuve – Gundersen 10km | Seefeld – Gundersen 5km          | Seefeld – Gundersen 10km        | Seefeld – Gundersen 15km       | Hakuba – Gundersen 10km           | Hakuba – Gundersen 10km         | Lahti – Gundersen 10km       | Oslo – Gundersen 10km      | Trondheim – Gundersen 10km      | Trondheim – Gundersen 10km   | Klingenthal – Gundersen 10km   | Klingenthal – Gundersen 10km | Schonach – Gundersen 10km | Schonach – Gundersen 15km  | punkty                     | punkty | punkty | punkty | punkty |        |        |        |        |        |
| DNS | 29                              | 33                           | 29                              | -                            | -                                | -                              | 39                               | 25                           | 42                               | DNS                             | -                              | -                                 | -                               | -                            | 29                         | 33                              | 27                           | DNS                            | 30                           | -                         | -                          | 17                         | 17     | 17     | 17     | 17     | 17     | 17     | 17     | 17     |        |
| Legenda |                                 |                              |                                 |                              |                                  |                                |                                  |                              |                                  |                                 |                                |                                   |                                 |                              |                            |                                 |                              |                                |                              |                           |                            |                            |        |        |        |        |        |        |        |        |        |
| 1 2 3 4–10 11–30 poniżej 30 - – zawodnik nie wystartował DNF – zawodnik nie ukończył biegu DNS – zawodnik nie wystartował do biegu |                                 |                              |                                 |                              |                                  |                                |                                  |                              |                                  |                                 |                                |                                   |                                 |                              |                            |                                 |                              |                                |                              |                           |                            |                            |        |        |        |        |        |        |        |        |        |

### Puchar Kontynentalny

#### Miejsca w klasyfikacji generalnej
- sezon 2002/2003: 48.[85]
- sezon 2003/2004: 86.
- sezon 2004/2005: 8.

#### Miejsca na podium
Lamy Chappuis nie stawał na podium indywidualnych zawodów Pucharu Kontynentalnego.

### Letnie Grand Prix

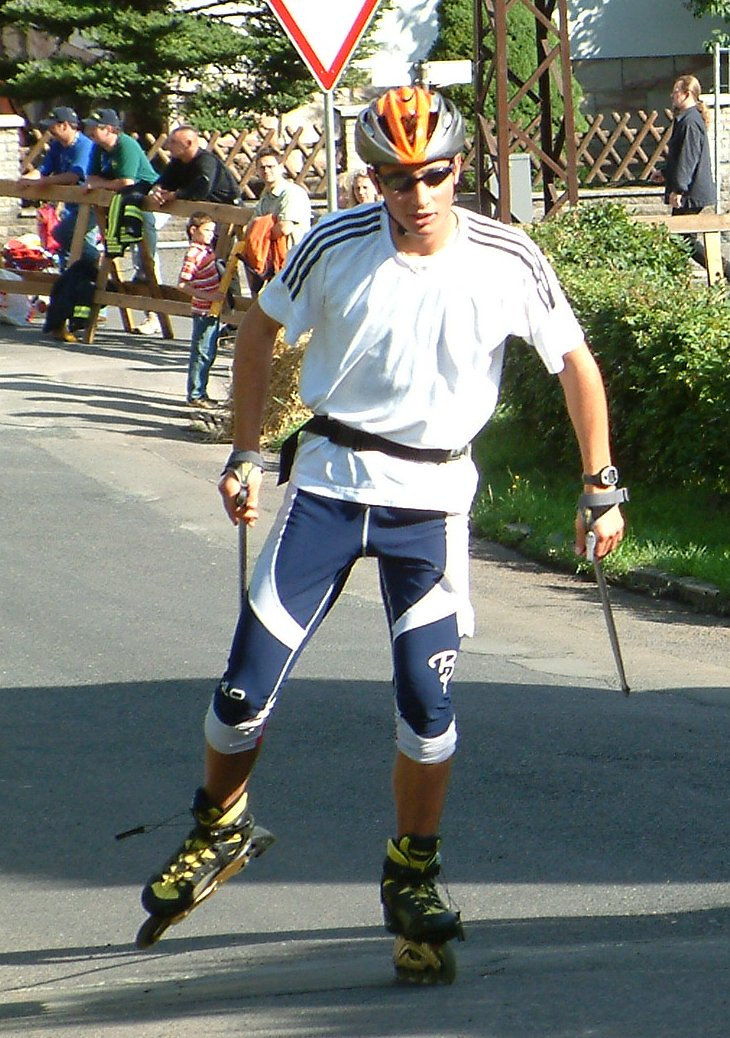
Jason Lamy Chappuis podczas zawodów LGP

Lamy Chappuis jako pierwszy dwuboista z Francji stanął na podium klasyfikacji generalnej Letniej Grand Prix w kombinacji norweskiej. Był też pierwszym zawodnikiem z tego kraju, który zwyciężył w pojedynczych zawodach, a trzecim który stanął na podium pojedynczych zawodów.

#### Miejsca w klasyfikacji generalnej
| Sezon | Miejsce           |
| ----- | ----------------- |
| 2004  | niesklasyfikowany |
| 2005  | 7.                |
| 2006  | niesklasyfikowany |
| 2007  | 2.                |
| 2008  | 20.               |
| 2009  | 9.                |
| 2010  | 28.               |
| 2011  | 5.                |
| 2012  | 5.                |
| 2013  | nie brał udziału  |
| 2014  | 5.                |
| 2017  | (33.)             |

#### Zwycięstwa w zawodach
| Nr | Dzień      | Rok  | Miejscowość   | Konkurencja           | Wynik       |
| -- | ---------- | ---- | ------------- | --------------------- | ----------- |
| 1. | 2 września | 2007 | Bischofshofen | Gundersen HS140/15 km | 28:06.6 min |

#### Miejsca na podium w zawodach
| Nr | Dzień       | Rok  | Miejscowość   | Konkurencja           | Wynik zwycięzcy | Pozycja | Strata  | Zwycięzca        |
| -- | ----------- | ---- | ------------- | --------------------- | --------------- | ------- | ------- | ---------------- |
| 1. | 18 sierpnia | 2006 | Kandersteg    | Gundersen HS98/15 km  | 28:44.3 min     | 3.      | +44,6 s | Christoph Bieler |
| 2. | 26 sierpnia | 2007 | Oberhof       | Gundersen HS140/15 km | 31:10.3 min     | 2.      | +3,3 s  | David Kreiner    |
| 3. | 29 sierpnia | 2007 | Val di Fiemme | Gundersen HS134/15 km | 28:54.4 min     | 2.      | +10,2 s | David Kreiner    |
| 4. | 2 września  | 2007 | Bischofshofen | Gundersen HS140/15 km | 28:06.6 min     | 1.      | –       | –                |
| 5. | 3 września  | 2011 | Oberstdorf    | Gundersen HS137/10 km | 26:32.5 min     | 3.      | +29,1 s | Johannes Rydzek  |